# بيتر فورسكول
بيتر فورسكول (Peter Forsskål) أو بُطرُس فورسكال عالم أحياء ومستشرقًا ومستكشفًا سويدي، ولد في 11 يناير 1732 بهلسنكي (كانت وقتئذ تابعة للسويد، وهي عاصمة فنلندا حاليًا).

## الدراسة والرحلة
درس في السويد عند الدكتور لينيوس العلوم. ودرس الفلسفة واللغات العربية والفارسية والتركية في ألمانيا. شارك المستشرق وعالم الرياضيات نييبور في رحلته إلى شبه الجزيرة العربية عام 1760 وذهبت المجموعة المتكونة من علماء آخرين أيضا إلى مصر حيث بقوا هناك حوالي السنة وفي هذه المدة درس بيتر اللهجات العربية .ثم وصلت المجموعة إلى جنوب جزيرة العرب في نهاية ديسمبر 1762 وكان عمر بيتر 31 سنة.
وقد كان بيتر يبعث أثناء الرحلة رسائل يخبر لينيوس نتائج مشاهداته وأبحاثه، ونشرت المراسلات.[بحاجة لمصدر]
عمل بيتر بجهد لتحصيل عينات نباتية وحيوانية ولكنه تمرض بالملاريا ووافته المنية في 11 تموز 1763. له ابحاث ومصنفات عن الحيوان والنبات
في غرب وجنوب غرب آسيا.
ان معظم العينات التي جمعها بيتر تعرضت للضياع والتلف بسبب سوء الخزن في كوبنهاكن، زار تركيا وسوريا وفلسطين ومصر واليمن.

## الوفاة
توفي بيتر فورسكول يوم الاثنين في 11 يوليو/تموز 1763 في اليمن مريضا بالملاريا ودفن هناك.

## تراث بيتر فورسكول
ان العالم نيبير الذي بقى حياً بعد وفاة كل افراد البعثة، أُوكلت له تنقيح كتابات بيتر، وفي سنة 1775 طبعت تحت عنوان:
Descriptiones Animalium - Avium, amphiborum, insectorum, vermium quæ in itinere orientali observavit Petrus Forskål
وفي نفس السنة ظهرت تقارير بيتر عن نباتات دلتا مصر -أو (في العربية الفصحى دال مصر) وفي الإنجليزية (lower egypt)-
واليمن تحت عنوان:
Flora Ægyptiaco-Arabica sive descriptiones plantarum quas per Ægyptum Inferiorem et Arabiam felicem detexit,illustravit Petrus Forskål

## في القرن العشرين
قام عالم النبات كارل كريستان ببناء معشبة بيتر بعد 150 عاماً من موت بيتر.